# EnCodec
EnCodec – stratny, otwartoźródłowy kodek dźwięku oparty na sieciach neuronowych, zaprezentowany w 2022 roku przez Meta AI.

## Cechy
Format kompresji powstał z myślą o połączeniach bezprzewodowych o niskiej przepływności, podatnych na zakłucenia i błędy w przesyle, wideokonferencji, streamingu filmów i gier komputerowych VR . Kodek kompresje zarówno muzykę jak i ludzki głos.

## Jakość
Format wspiera tylko stałą przepływność.
Do kompresji muzyki odpowidającej jakości 64 kbit/s, wystarczy 6 kbit/s (48 kHz stereo), minimalna przepływność dla muzyki to 1,5 kbit/s.
Dla głosu minimalna przepływność to 1,5 kbp/s (24 kHz mono). Maksymalna wartość dla kompresji głosu to 12 kbit/s. 
Wspierane przepływności to 1,5 kbit/s, 3 kbit/s, 6 kbit/s, 12 kbit/s i 24 kbit/s.